# アン・スコット (初代バクルー公爵)
初代バクルー女公爵アン・スコット（英: Anne Scott, 1st Duchess of Buccleuch, 1651年2月21日 - 1732年2月6日）は、スコットランドの貴族。チャールズ2世の庶子とされる初代モンマス公爵およびバクルー公爵ジェイムズ・スコットの妻。

## 生涯
1651年、ダンディーで生まれる。父親はスコットランド有数の資産家であった第2代バクルー伯爵フランシス・スコット、母親は第6代ロシズ伯爵ジョン・レスリーの娘マーガレット。誕生後すぐ父が死去するが、兄ウォルターは夭折しており男児の後継者がいなかった。このため爵位は姉のメアリー・スコットが相続した。なお、母マーガレットは第2代ウィームズ伯爵デイヴィッド・ウィームズと再々婚した。
1661年、子のいなかった姉の死により爵位と莫大な資産を相続した。国王チャールズ2世の庶子ジェイムズ・クロフツの妻としてアンに白羽の矢が立ち、1664年4月20日にジェイムズとロンドンのウィームズ邸で結婚。結婚にあたってジェイムズはスコットに改姓し、アンはバクルー女公、夫ジェイムズはバクルー公爵およびモンマス公爵に叙された。
1732年にミッドロージアン州ダルキースで死去し、同地に葬られた。爵位は次男ジェームズの息子で孫にあたるフランシスが継承した。

## 家族
最初の夫である初代モンマス公爵ジェイムズ・スコットとの間には以下の四男二女をもうけた。
- シャーロッテ （生年未詳 - 1683年）
- ドンカスター伯爵チャールズ （1672年 - 1673/4年）
- ダルキース伯爵ジェームズ （1674年 - 1704/5年）
- アン （1675年 - 1685年）
- ヘンリー（英語版） （1676年 - 1730年） - 初代デロレーヌ伯爵（英語版）（1706年叙爵）
- フランシス （1678年 - 1679年）

1685年、モンマスは叔父ジェームズ2世に対して反乱を起こすが敗れて処刑された。アンは第3代コーンウォリス男爵チャールズ・コーンウォリスと1688年5月6日にロンドンの聖マーティン＝イン＝ザ＝フィールズ教会で再婚した。コーンウォリスとの間には以下の一男二女をもうけた。彼らもスコット姓を称した。
- ジョージ （1692年 - 1693年）
- アン （生年未詳 - 1690年）
- イザベラ （生年未詳 - 1747/8年）

## 関連図書
- Nicholson, Eirwen E. C. "Scott, Anna [Anne], duchess of Monmouth and suo jure duchess of Buccleuch". Oxford Dictionary of National Biography (英語) (online ed.). Oxford University Press. doi:10.1093/ref:odnb/67531。 (要購読、またはイギリス公立図書館への会員加入。)

| スコットランドの爵位    | スコットランドの爵位         | スコットランドの爵位      |
| ----------------------- | ---------------------------- | ------------------------- |
| 爵位創設                | バクルー公爵 1663年 - 1732年 | 次代 フランシス・スコット |
| 先代 メアリー・スコット | バクルー伯爵 1661年 - 1732年 | 次代 フランシス・スコット |